# 고니시 유키시게

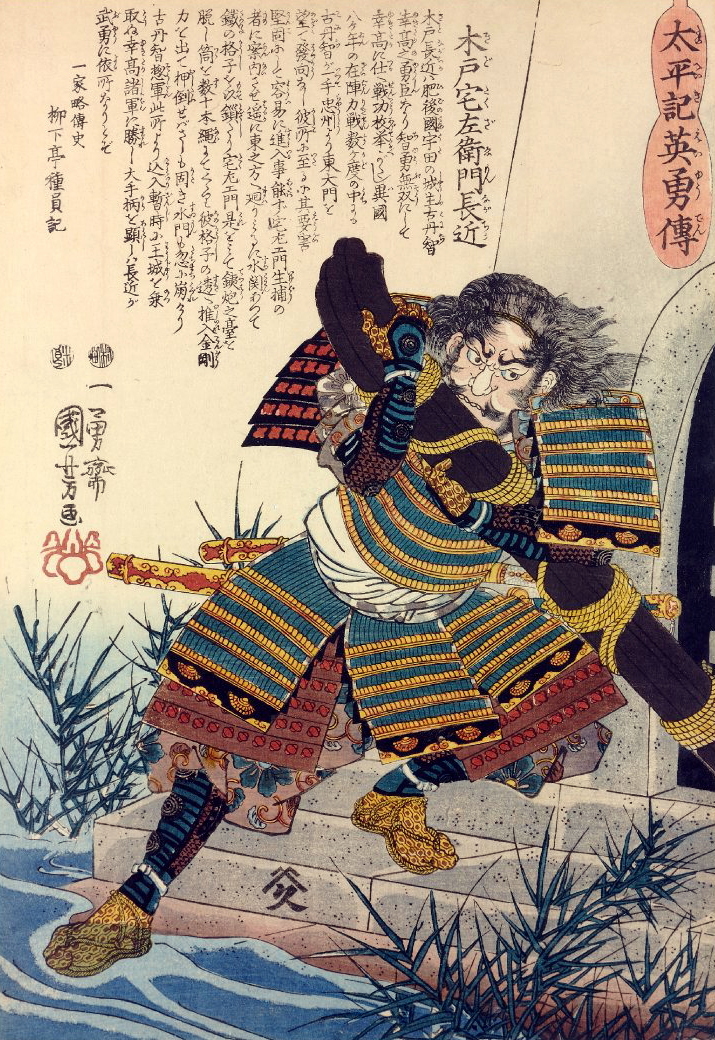
고니시 유키시게

고니시 유키시게(일본어: 小西行重, 생년 미상 ~ 게이초 7년(1602년))는 아즈치모모야마 시대의 무장이다. 고니시 유키나가의 가신. 이전의 성명은 기도 사쿠에몬(일본어: 木戸作右衛門)으로서 고니시가에 공을 세워 고니시성을 받고 유키시게로 개명하였다. 관위는 미마사카노카미(美作守). 통칭은 사쿠에몬 또는 고니시 미마사카(小西美作). 세례명은 돈 야코보(Don Jacobo).
1592년 임진왜란 시기엔 평양성 전투에서 활약하였다. 세키가하라 전투 이후엔 사쓰마 시마즈 가문에 임관했다.